# 劳里·拜尔斯
劳里·拜尔斯（英語：Laurie Byers，1941年3月3日—2024年7月21日），新西兰男子自行车运动员。他曾代表新西兰参加1962年和1966年大英帝国和英联邦运动会自行车比赛，获得二枚铜牌，均来自男子公路赛项目。